# 오바라 마사토
오바라 마사토(小原雅人, 1965년 8월 25일 - )는 도쿄도 출신의 일본의 배우이다. 특기는 일본 무용과 검도. 전직 도쿄 산샤인보이즈 소속. 현재는 아오니 프로덕션 소속. 니혼 대학 예술학부 졸업.
미타니 고키의 대학의 후배로 데뷔작은 동극단의 『12명의 상냥한 일본인』. 한시기 '오리하라 마사토'와 예명을 바꾼 적도 있었다. 예명을 변경해 결국 원래대로 되돌린 것은 니시무라 마사히코의 조언이 있었던 걸로 알려져 있다.
선샤인보이즈 중에서는 유일하게 미남자 캐릭터로 다니고 있던 것 같고 극단원으로부터는 "남자·오바라"로서 존경받고 있었다.
세형제 삼남으로, 차남과는 쌍둥이의 남동생이다.

## 출연작품

### TV애니메이션
- 창천항로(2009년, 일본 TV) - 사손서 역

### TV드라마
- 코하타 마코토 사부로(1999년 6월 15일 , 후지텔레비계) - 무타역
- 위험한 관계(1999년 , 후지텔레비)